# 李睿 (排球運動員)
李睿（1990年3月15日—），中國男子排球運動員，亦為中國國家男子排球隊成員，身高2.07米，司職副攻，現時效力於河南天冠男排。

## 运动生涯
李睿身高达到2.07米，身体条件极佳，是天生打副攻的好材，其三号位的快攻、以及拦网都有具备相当水平。2008年，18岁的李睿首次入选国家队，征战首届男排亚洲杯，最终夺得季军。因为来自河南队，他与国家队现主力二传焦帅的配合，更为默契。 
2017年，新一届中国男排集训队4月25日开始在北京集结，崔建军、焦帅、李渊博等老国手都未能入选，李睿成为新男排集训队中的“河南独苗”。 